# Louis Revol
Louis de Revol, né en 1531 dans le Dauphiné et mort le 17 septembre 1594 à Paris, est un ministre français.

## Biographie
Il est le fils de Pierre de Revol et de Marguerite Pelissone.
En 1557, il devient employé dans les finances dans la province de Dauphiné. Le 21 mars 1569, il est désigné maître des comptes en Dauphiné. Le 12 mai 1578, il est le quatrième président de la Chambre des comptes du Dauphiné. Entre 1580 et 1581, il est l'envoyé de Henri III pour ses « affaires et service près Monsieur de Savoie » lors des négociations menées avec les Huguenots dauphinois à la suite de l’édit de Poitiers. En 1584, il part en mission en Savoie. En 1586, il devient secrétaire de la chambre du roi, en 1586, l'intendant de la justice de la police et des finances dans l’armée de Provence sous le gouvernement du duc d’Epernon, puis du 15 septembre 1588 au 24 septembre 1594, le secrétaire d'État aux Affaires étrangères. Il deviendra pendant six ans le secrétaire d'État à la Maison du Roi, à partir du 6 décembre 1588. Ce n'est que le 1er janvier 1589 à 1594 qu'il est secrétaire d'État à la Guerre sous Henri IV.
Il fut enterré dans l’église de Saint Germain l’Auxerrois.
Il eut un fils Edmond Révol, nommé à l’évêché de Dol, mort le 3 octobre 1627 sans descendance.